# Meixner-Polynome
Die Meixner-Polynome sind diskrete orthogonale Polynome. Sie sind nach dem deutschen Physiker Josef Meixner benannt. Sie sind gerade orthogonal bezüglich der negativen Binomialverteilung.

## Meixner-Polynome
Notation:
Für {\displaystyle n>0} definiere das Pochhammer-Symbol
{\displaystyle (a)_{n}=a(a+1)\cdots (a+n-1),}
und definiere die Gaußsche hypergeometrische Funktion
{\displaystyle {}_{2}F_{1}\left({\begin{matrix}a_{1},a_{2}\\b\end{matrix}}{\bigg \vert }c\right):=\sum \limits _{n=0}^{\infty }{\frac {(a_{1})_{n}(a_{2})_{n}}{(b)_{n}}}{\frac {c^{n}}{n!}}.}

### Definition
Die Meixner-Polynome {\displaystyle M_{n}(x;\beta ,c)} sind definiert als
{\displaystyle M_{n}(x;\beta ,c)={}_{2}F_{1}\left({\begin{matrix}-n,-x\\\beta \end{matrix}}{\bigg \vert }1-{\frac {1}{c}}\right).}
Für {\displaystyle \beta >0} und {\displaystyle 0<c<1} sind sie orthogonal auf {\displaystyle \mathbb {N} _{0}} bezüglich der Gewichtsfunktion
{\displaystyle w(x;\beta ,c)={\frac {(\beta )_{x}}{x!}}c^{x},\qquad x=0,1,2,\dots ,}
das heißt
{\displaystyle \sum \limits _{x=0}^{\infty }M_{n}(x;\beta ,c)M_{m}(x;\beta ,c){\frac {(\beta )_{x}}{x!}}c^{x}={\frac {n!(1-c)^{-\beta }}{c^{n}(\beta )_{n}}}\delta _{mn}}

## Eigenschaften

### Drei-Term-Rekursion
Die Meixner-Polynome genügen folgender Drei-Term-Rekursion
{\displaystyle -xM_{n}(x;\beta ,c)={\frac {c(\beta +n)}{1-c}}M_{n+1}(x;\beta ,c)-{\frac {n+c(\beta +n)}{1-c}}M_{n}(x;\beta ,c)+{\frac {n}{1-c}}M_{n-1}(x;\beta ,c).}

### Erzeugende Funktion
Die erzeugende Funktion ist
{\displaystyle \sum \limits _{n=0}^{\infty }{\frac {(\beta )_{n}}{n!}}M_{n}(x;\beta ,c)t^{n}=(1-t/c)^{x}(1-t)^{-x-\beta }.}

### Grenzwertverhalten

#### Beziehung zu den verallgemeinerten Laguerre-Polynomen
Es gilt
{\displaystyle \lim \limits _{c\to 1^{-}}M_{n}(x/(1-c);\alpha +1,c)={\frac {n!}{(\alpha +1)_{n}}}L_{n}^{(\alpha )}(x).}
wobei {\displaystyle L_{n}^{(\alpha )}(x)} die verallgemeinerten Laguerre-Polynome sind.

#### Beziehung zu den Charlier-Polynomen
Es gilt
{\displaystyle \lim \limits _{\beta \to \infty }M_{n}(x;\beta ,a/(\beta +a))=C_{n}(x;a),}
wobei 
{\displaystyle C_{n}(x;a):={}_{2}F_{0}\left({\begin{matrix}-n,-x\\-\end{matrix}}{\bigg \vert }-{\frac {1}{a}}\right)}
Charlier-Polynome genannt werden.